# Alesia Kuzniecowa
Alesia Wiaczesławowna Kuzniecowa (ros. Алеся Вячеславовна Кузнецова, ur. 30 marca 1992 r.) – rosyjska judoczka, brązowa medalistka Mistrzostw Europy 2017.